# Amador Guerra i Gifre-Trobat
Amador Guerra i Gifre-Trobat (Garriguella, Alt Empordà, 1835 - Puigcerdà, Cerdanya, 1885) fou un jurista i professor universitari català, president de l'Acadèmia de Jurisprudència i Legislació de Catalunya.
Cursà dret civil i dret canònic a la Universitat de Barcelona, i després de llicenciar-se fou nomenat catedràtic auxiliar de la UB. Fou jurista, advocat i professor de dret català, i va pertànyer al Col·legi d'Advocats de Madrid. Fou mestre de Francesc Romaní i Puigdengolas, mentre aquest estudià a Madrid. Fou membre de diverses institucions i acadèmies, entre les quals el Col·legi d'Advocats de Barcelona i l'Acadèmia de Jurisprudència i Legislació de Catalunya, acadèmia de la qual fou el president entre els anys 1877 i 1879. El 1888 va publicar una obra en dos volums titulada Legislación y Jurisprudencia, i va col·laborar amb moltes publicacions professionals especialitzades.